# تپه مریانج
تپه مریانج در شهرستان همدان، بخش مرکزی، اراضی شهر مریانج، پشت رستوران سرچشمه، ۲ کیلومتری جاده اصلی همدان به کرمانشاه واقع شده و این اثر در تاریخ ۷ اسفند ۱۳۸۶ با شمارهٔ ثبت ۲۱۶۴۱ به‌عنوان یکی از آثار ملی ایران به ثبت رسیده است.